# 尚维尔
尚维尔（法語：Chanville，法語發音：[ʃɑ̃vil]；洛林语：C'hanvelle）是法国摩泽尔省的一个市镇，属于梅斯区。

## 地理
尚维尔（49°2'34"N, 6°26'10"E）面积3.89 平方千米，位于法国大東部大區摩泽尔省，该省份为法国东北部内陆省份，是洛林的一部分，西南接默尔特-摩泽尔省，东临下莱茵省，北与卢森堡和德国接壤。
与尚维尔接壤的市镇（或旧市镇、城区）包括：昂塞维尔、埃米利、维莱-斯通库尔、维通库尔、瓦莫。

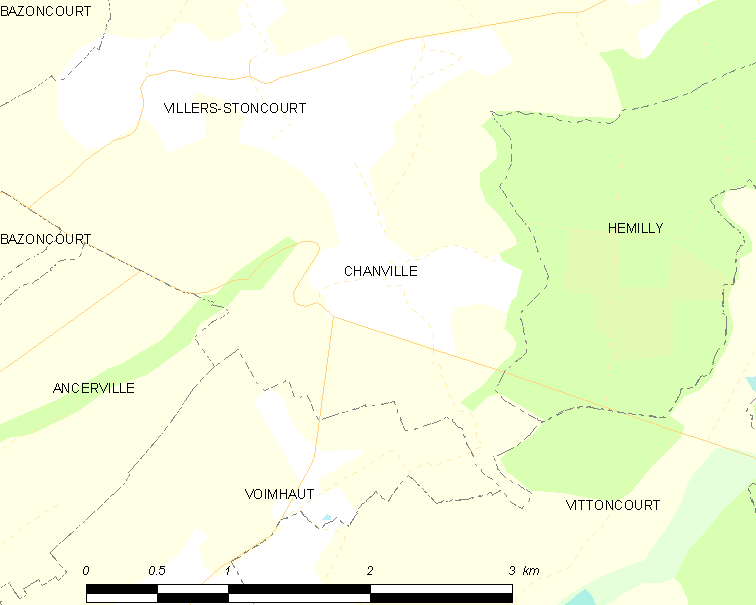
尚维尔的OSM定位图

尚维尔的时区为UTC+01:00、UTC+02:00（夏令时）。

## 行政
尚维尔的邮政编码为57580，INSEE市镇编码为57127。

## 政治
尚维尔所属的省级选区为福尔克蒙县。

## 人口

1962-2008年间尚维尔人口变化图示

尚维尔于2022年1月1日时的人口数量为149人。